# Normas oficiais do galego
As normas oficiais do galego são as normas para a escrita do galego promovidas pola Real Academia Galega, autoridade legal em materia de normativização na Galiza. A estas confrontam-se as normas reintegracionistas do galego, promovidas pelo movimento reintegracionista, nomeadamente a Associaçom Galega da Língua. Apesar de serem as normas oficiais do galego as usadas pelas instituições públicas, os meios de comunicação públicos e o ensino público, tem havido controvérsia sobre o uso do termo oficial para as denominar.
Todas as regras e normas da RAG estão condensadas na obra Normas Ortográficas e Morfológicas do Idioma Galego, também conhecida com o acrónimo NOMIG.

## A primeira norma oficial
A 3 de Julho de 1982, a Real Academia Galega e o Instituto da Língua Galega aprovaram em sessão conjunta as Normas Ortográficas e Morfológicas do Idioma Galego (NOMIG). Em Abril de 1983, a Junta da Galiza publicou o “Decreto de Normalização da Língua Galega” (Decreto de Normativización da Lingua Galega), que consagrava estas normas como modelo para a escrita da língua galega.
A variedade padrão, fixada entre Real Academia Galega (RAG) e o Instituto da Língua Galega (ILG), incluía inicialmente apenas  indicações morfológicas e ortográficas. Porém, as Normas Ortográficas e Morfológicas do Idioma Galego, publicadas em 1983 e aplicadas no dicionário da RAG de 1997, incluíam umas trinta mil palavras.
Em 1990 a RAG e o ILG complementaram as normas com a publicação do Dicionário da Língua Galega, com 12.000 entradas, que constituía assim a normativa sobre o léxico (as Normas só tratam da ortografia e da morfologia). Com a publicação do VOLG em 2004 foram definidas de fato também as normas léxicas. 
A Lei de normalização lingüística, aprovada pelo Parlamento da Galiza em 15 de Junho de 1983, estabeleceu a Real Academia Galega como autoridade para a normalização do galego.
Em 1995 modificaram-se parcialmente as NOMIG: por sugestão do Conselho Cientista do ILG (11 de Novembro de 1994), o Plenário da RAG ratificou estas leves modificações a 25 de Fevereiro de 1995. O novo texto foi publicado em maio e teve valor imediato, sem precisar de aprovação por parte do governo galego, que foi simplesmente informado.
Uma nova edição do Dicionário da RAG foi publicada em 1997, contendo cerca de 25 000 verbetes.

## A reforma de 2003
Embora esta  normativa fosse a oficial, tendo um uso majoritário, outras variantes mais ou menos reintegracionistas continuaram a ser também usadas em alguns mídia.
Em 2001 foi iniciado um processo de negociação entre os departamentos de galego das três universidades galegas, o Instituto da Língua Galega  e diferentes associações. O objetivo era a unificação de duas das três diferentes normativas –e posturas– sobre o galego existentes: a normativa “oficial”, aprovada pelo Instituto da Língua Galega, o reintegracionismo –partidário da unificação ortográfica com o português–, e o chamado de “reintegracionismo de mínimos”, uma fórmula intermédia entre as duas defendida por várias outras associações. Este grupo de entidades apresentou uma proposta à Academia.
A proposta foi discutida pela Academia em Novembro de 2001, ainda sob a presidência de Francisco Fernández del Riego. Foi um debate  que terminou com uma votação com resultado de onze votos contra a mudança, duas abstenções e sete votos a favor, embora ninguém nesse momento desse o assunto por encerrado. A decisão foi polêmica no seu momento e transcendeu o âmbito dos pesquisadores e filólogos. Contudo, o novo presidente da Academia, Xosé Ramón Barreiro,  comprometeu-se a conduzir a reforma ao ocupar o cargo. Assim, a 30 de Setembro de 2002 a Real Academia decidiu reabrir o debate, embora desde o interior da instituição. A proposta foi finalmente aprovada pela RAG, embora não coincidisse com a apresentada dois anos antes, já que alguns dos pontos mais reintegracionistas não foram agora aceites.

## Critérios
Os principais critérios justificados para a escolha das alternativas que entram na normativa foram:
1. etimologia;
2. difusão na língua comum (tanto territorial como demograficamente), por um achegamento à língua oral;
3. pragmatismo que permita ao usuário distinguir o que é preciso distinguir;
4. coerência dentro do sistema das línguas românicas, especialmente com o do português;
5. tradição na escrita literária galega desde os Séculos Escuros ou na época medieval;
6. evolução esperável dentro do galego segundo as leis fônicas da história da língua galega, mesmo com (pseudo)regularizações de sistemas analógicos;